# Stazione di Isola Liri
La stazione di Isola Liri è una fermata ferroviaria posta sulla ferrovia Avezzano-Roccasecca. Serve il comune di Isola del Liri.

## Storia
La stazione di Isola Liri fu inaugurata nel 1897, in occasione dell'apertura della tratta Arce-Sora.
Venne trasformata in fermata impresenziata il 1º giugno 1997.

## Strutture e impianti
Nell'estate del 2022 la Stazione, insieme all'intera linea, è stata interessata da lavori di rinnovo dell'armamento e attrezzaggio propedeutico per l'installazione del sistema di segnalamento di ultima generazione di tipo ETCS Regional livello 2/3, che verrà ultimato negli anni successivi.